# Гаряєв Петро Петрович
Петро Петрович Гаряєв (1 лютого 1942 — 17 листопада 2020) — російський науковець, творець теорії «хвильового геному», яку інші науковці вважають псевдонауковою .
Основна праця П. Гаряєва — «Хвильовий геном» (1994), монографія, яка являла собою компіляцію (поєднання) його попередніх статей. Наукове співтовариство робіт Гаряєва не визнає, оскільки до сьогоднішнього моменту жодного експериментального доказу його ідей не існує.
Прихильники Гаряєва вважають, що його переслідували, що врешті решт призвело до його смерті, про що поширюють інформацію у відкритому доступі, зокрема на Youtube.
Як заявлено на його офіційному сайті ТзОВ «Інституту Квантової Генетики», він «захистив докторську дисертацію в МГТУ ім. Баумана по лінії ВМАК». Тобто «звання доктора біологічних наук» йому присвоєно недержавною Вищою міжакадемічною атестаційною комісією (ВМАК), а не Вищою атестаційною комісією Росії (ВАК).
П. Гаряєв є членом громадської організації РАПН, громадської організації РАМТН, громадської організації з платним членством «Нью-Йоркська Академія Наук», але не є ні співробітником «Відділу теоретичних проблем» РАН (в РАН немає подібного відділу), ні співробітником «лабораторії Хвильової генетики» Інституту проблем Управління РАН (в ІПУ РАН немає такої лабораторії).
Науковим співтовариством ідеї Гаряєва визнаються псевдонауковими і тими, що суперечать здоровому глузду. Однією з особливостей діяльності Гаряєва, переважаючою над взаємодією  з науковим співтовариством, є його прихильність езотеричним колам та іншим псевдонауковим напрямкам («торсійні поля» тощо). Наприклад, він підтримує навколонаукові відносини з Шиповим, Уруцкоєвим, Грабовим, Мулдашевим.

## Хвильова генетика
На 2010 рік існує лише одна стаття на тему «хвильової генетики», рецензована і опублікована в російськомовному науковому журналі. В зарубіжних реферованих нукових журналах праці Гаряєва на тему «хвильового генома» не опубліковувались. Ранні публікації П. Гаряєва в радянських наукових рецензованих журналах не мають відношення до «теорії хвильової генетики», яку він активно розвиває, починаючи з 1990-х. У середині 90-х років П. Гаряєв опублікував праці з проблеми створення лазера на ДНК, які не мають прямого відношення до теорії «хвильової генетики». Внесок Гаряєва в зарубіжну навколонаукову діяльність обмежується доповідями на конференціях. П. Гаряєв активно поширює своє вчення, створює комерційні організації, видає книги та статті, бере участь у конференціях і телепередачах, публікується на інтернет-ресурсах, наприклад, переконуючи невиліковно хворих людей в тому, що його теорія може їм допомогти. Висловлюється про ніби-то руйнівний мутагенний вплив загальноприйнятого в медицині і одного з найбільш безпечних діагностичних методів, що може перешкоджати ранньому виявленню і успішному лікуванню небезпечних захворювань. Згідно Гаряєва:
- більша частина інформації міститься в ДНК у вигляді хвиль (які саме хвилі — у різних текстах автор пише по-різному, зазвичай наполягаючи на акустичних, проте згадуючи оптичні, торсіонні та інші);
- ДНК здатна сприймати інформацію, включаючи емоції з голосової мови;
- молекула ДНК здатна передавати інформацію (наприклад, про свою клітину) хвильовим шляхом в промінь лазера (або інші «носії», техніка передачі в роботах Гаряєва не оголошується) і приймати таку інформацію, що може викликати морфогенетичні і фізіологічні ефекти, наприклад, одужання (Симпатична магія);
- після смерті живих істот, починаючи з клітини і навіть окремої ДНК, впродовж 40 днів зберігається їх фантом, здатний впливати на інші тіла і поля (зокрема, основний досвід Гаряєва, за його твердженнями, полягав у тому, що спектр розсіювання ДНК зберігався і після того, як ДНК з приладу видалили);
- дитина може нести спадкову інформацію від чоловіка (самця), який не є його батьком, але колишнього статевого партнера матері в минулому (телегонія).

## Критика
Експерименти П. Гаряєва були піддані критиці в ряді джерел, де він звинувачувався в ігноруванні прийнятих в науці норм проведення експериментів і в незнанні основ відповідних дисциплін.
У роботах Гаряєва зустрічаються помилкові посилання на людей і книги. Зокрема, Гаряєв записує у свої співавтори:
- А. А. Полікарпова (д.ф.н., доцент кафедри російської мови філфаку МГУ, зав. Лаб.). У бібліографії до роботи «Хвильова генетика як реальність» Гаряєв посилається на матеріали конференції QUALICO-94, де фігурують дві ніби-то спільних доповіді Гаряєва, Полікарпова і співавторів.[9] Однак серед праць А. А. Полікарпова немає жодної, написаної у співавторстві з Гаряєвим. На конференції були подані тези лише до одної з двох згаданих доповідей, і Полікарпов в списку співавторів не названий і взагалі виступав з власною окремою доповіддю.
- Л. С. Ягужинского (д.б.н., заслужений професор МДУ, зав. Лаб. НДІ ФХБ). У численних інтернет-публікаціях Гаряєв посилається на працю Гаряєв П. П., Кокая А. А., Мухіна І. В., Тертишний Г. Г., Товмаш А. В., Леонова-Гаряєва Е. А., Ягужинський Л. С., Мулдашев Е. Р. «Експериментальний хвильовий імунітет і хвильова генетика». За твердженням самого Ягужинского, він був включений в співавтори даної роботи без його згоди. На вимоги прибрати його зі співавторів Гаряєв не відповів.[10]

У працях Гаряєва також містяться хибні посилання на чужі наукові роботи. Наприклад, на стор. 131 книги «Хвильовий геном» (1994) стверджується, ніби, згідно з підручником Гросберга і Хохлова, «найбільш часто застосовується» модель Роуза-Зімма, а на стор. 153 дана формула з посиланням на той же підручник. Насправді, в підручнику Гросберга і Хохлова дане твердження і формула відсутні.
Як зазначав генетик Леонід Корочкін:
|  | .. В міркуваннях ж Гаряєва генетики немає — ні звичайної, ні «хвильової», оскільки ніяких конкретних відомостей про гени в ній не міститься. Немає в ній нічого конкретного і доведеного про тонку структуру генома і про те, як ця структура конкретно працює в разі формування певної ознаки. Зате вистачає псевдонаукової зауми: «Знакова структура рідкокристалічних топологій хромосомного континууму як система перетворення ендогенних полів організму, а також зовнішніх по відношенню до нього випромінювань повинна бути ширшою і складати якийсь мовний плюралізм, свого роду багатомірний семантичний простір, властивий кожному генотипу». — Леонід Корочкін. У владі невігластва. |

Незважаючи на правдоподібність формули на стор. 153 у книзі «Хвильовий геном» (1994), вона не «обчислюється в рамках моделі Роуза-Зімма», як стверджується в тексті, і не має відношення до полімерної динаміки. [Джерело не вказано 1818 днів] Крім того, в роботі містяться математичні помилки, наприклад, у формулах (15-16) на стор. 92, де переплутані індекси 1 і 2, змінні x і t, коефіцієнти k і ω. До того ж буква c (позначає швидкість світла) присутня як в нижньому, так і у верхньому регістрі.

## Публікації

### Книги
- Гаряєв П. П. Хвильовий геном.- М: Громадська користь, 1994. ISBN 5-85617-100-4
- Гаряєв П. П. Хвильовий генетичний код.- М: ІЗДАТЦЕНТР, 1997. ISBN 5-7816-0022-1
- Гаряєв П. П. лінгвістико-хвильовий геном: теорія і практика Київ: Інститут квантової генетики, 2009. ISBN 978-966-16-4822-6

### Статті та матеріали з теорії хвильового генома
Єдина публікація П. Гаряева по «хвильовій генетиці» в реферованому науковому журналі: Гаряєв П. П., Кокая А. А., Мухіна І. В., Леонова-Гаряєва Е. А., Кокая Н. Г. «Вплив модульованої біоструктури електромагнітного випромінювання на перебіг аллоксанового цукрового діабету у щурів» // БЕБіМ, 2007 .- т.143.- № 2.- стор. 155.
Публікації П. Гаряєва, включаючи статті, що не потрапили в наукові журнали, можна знайти за посиланням [1].
Сайт містить інформацію про «теорії хвильової генетики» з позиції пропагандиста цієї «теорії».
Існують статті, написані Гаряєвим у співавторстві з Г. І. Шиповим і А. Е. Акімовим [22]. А також у співавторстві з А. Е. Акімовим і Е. Р. Мулдашевим.
У 1990-х роках були також опубліковані статті (у тому числі в наукових журналах), які не мають прямого відношення до «хвильової генетики», але опосередковано пов'язані з деякими тезами і аргументами автора:
- Berezin, AA, Garyaev PP, Gorelik VS, et al. «Is it possible to create a laser based on information biomacromolecules?» // Laser Physics, 1996.- vol. 6.- issue 6.- p. 1211–1213.
- Агальтсов А. М., Гаряєв П. П., Горелик В. С., Раматуллаєв І. А., Щеглов В. А. «двофотонна-порушувана люмінесценція в генетичних структурах» // Квантова Електроніка, 1996.- Том 23.- № 2.- с. 181–184.

### Статті у наукових журналах (не пов'язані з теорією «хвильового генома»)
Статті:
- Гаряєв П. П., Горелик В. С., Козулін Е. А., Щеглов В. А. «двофотонна-порушувана люмінесценція в твердотільній фазі ДНК» // Квантова електроніка, 1994.- т.21.- № 6.- 603–604.
- Гаряєв П. П., Латишева Н. Н., Поглазов Б. Ф. Фізико-хімічні властивості і амінокислотний склад піоціна R і його компонентів // ДАН СРСР, 1969.- т.187.- N 4.- с.931- 934.
- Гаряєв П. П., Поглазов Б. Ф. Вивчення структури і фізико-хімічних властивостей піоціна // Біохімія, 1969.- т.34.- вип.3.- с.585-593.
- Гаряєв П. П., Поглазов Б. Ф., Козлова Л. С. Вивчення сферичних структур, індукованих у Pseudomonas aeruginosa разом з піоціном R // Біохімія, 1970.- Т.35.- вип.2.- с.303- 311.
- Гаряєв П. П., Деянова С. А., Петрова Н. Д., Поглазов Б. Ф. Виділення біополімерів з ґрунту // Біохімія, 1971.- Т.37.- Вип.5.
- Гаряєв П. П. Функція і структура бактеріоцинів і рапідосом // Успіхи сучасної біології, 1972.- т.70.- вип.2 (5) .- с.166-181.
- Гаряєв П. П., Харчук О. А., Поглазов Б. Ф. Дослідження денатурації деяких структурних вірусних білків методом дисперсії оптичного обертання // Біохімія, 1972.- Т.37.- вип.6.- с.1210-1214.
- Гаряєв П. П. Методи виділення органічних речовин з ґрунту стосовно цілей екзобіології // Изв. АН СРСР, 1972.- т.5.- (сер. Біол.)
- Гаряєв П. П., Владиченскій А. С., Деянова С. А., Калошин П. М., Поглазов Б. Ф. Виділення, очищення індивідуальних органічних речовин з дерново-підзолистого ґрунту і вулканічного ґрунту // Ґрунтознавство, 1973.- № 4.- с.134-141.
- Харчук О. А., Гаряєв П. П., Пустовойт В. І., Поглазов Б. Ф. Дослідження структури білка ВОМ-3,4 методом дисперсії оптичного обертання // ДАН СРСР, 1973.- т.211.- № 1 .- с.245-248.
- Гарєев П. П., Захаркіна Г. А., Вихерт А. М. Рівень ендерпінов в міокарді, надниркових і гіпоталамусі раптово померлих людей // Кардіологія, 1980.- т.20.- № 8.- С.58-61.
- Зерщікова Т. А., Гаряєв П. П., Хоперский О. А. Модифікація мутації періодичного альбінізму у шпорцевої жаби // ДАН СРСР, 1988.- т.298.- № 3.- с.739-741.

### Виступи
П. Гаряєв з'являвся на телебаченні, на радіо і в фільмах:
- в передачі каналу РЕН ТВ «Секретні історії» у 2009 році;
- в передачі каналу ТВЦ «Відділ X» у 2008 році;
- у фільмі каналу ОРТ «Хвильова теорія ДНК»;
- у фільмі «Слов'янські звички» проекту «Ігри Богів»;
- у фільмі «Хто гойдає колиску» (Леннаучфильм, 2001);
- на «Радіо Росії» в передачі «Невідома планета», 2006.
- в документальному православному фільмі про шкоду абортів «Російський хрест» [джерело не вказано 2099 днів]
- в передачі каналу ТВ3 «Телегонія» 15 квітня 2013 [джерело не вказано 930 днів]